# Арбанашко
Арбанашко (мкд. Арбанашко) је насеље у Северној Македонији, у североисточном делу државе. Арбанашко припада општини Старо Нагоричане.

## Географија
Арбанашко је смештено у североисточном делу Северне Македоније, близу државне границе са Србијом (5 km). Од најближег града, Куманова, село је удаљено 25 km североисточно.
Село Арбанашко се налази у историјској области Средорек, на висовима планина Козјак и Герман, на близу 1000 метара надморске висине.
Месна клима је планинска због знатне надморске висине.

## Становништво
Арбанашко је према последњем попису из 2002. године имало 40 становника, од тога 38 који су се изјаснили као етнички Македонци].
Претежна вероисповест месног становништва је православље.